# Daimler Standuhr

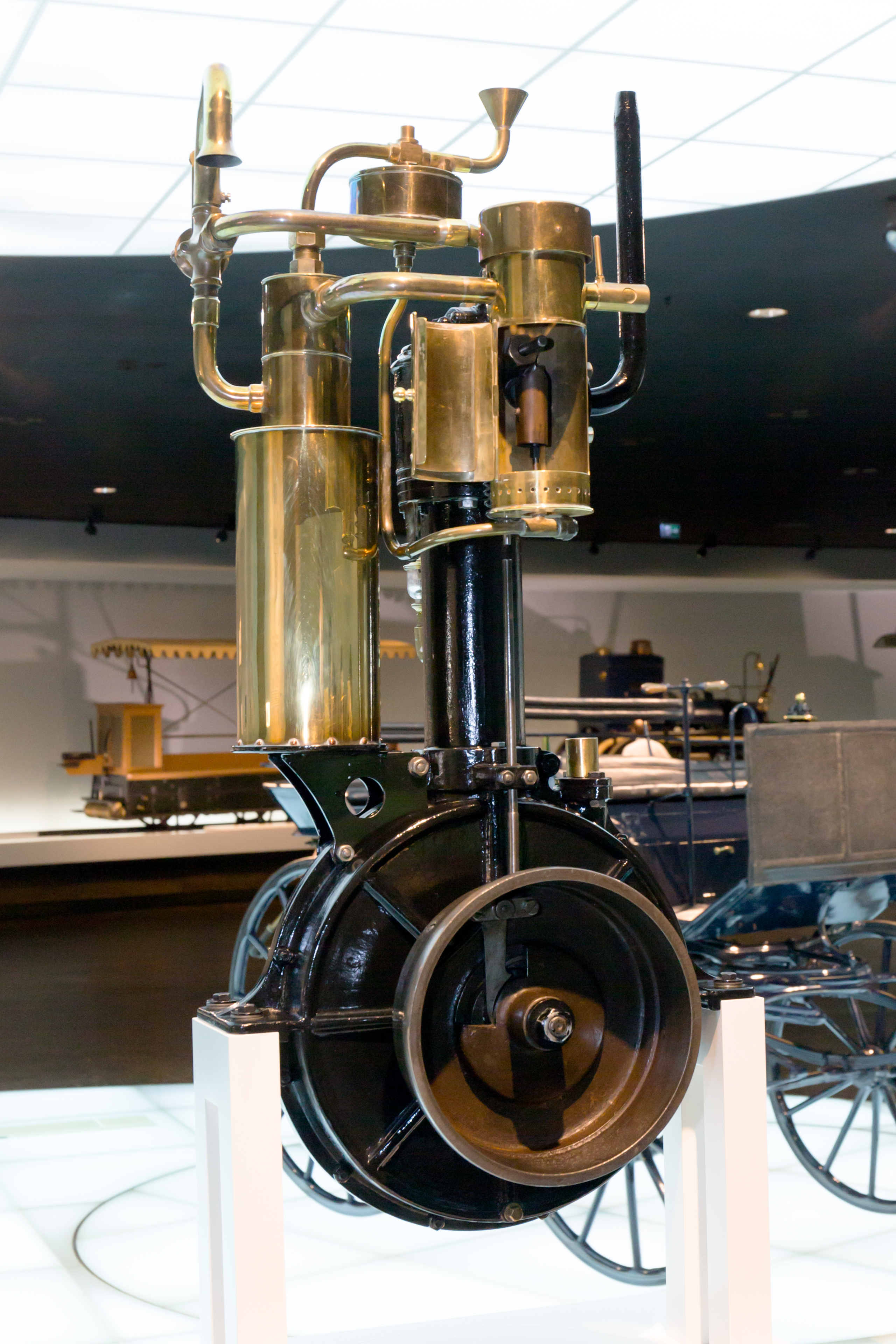
Il motore Standuhr

Il termine Standuhr è il nome non ufficiale con cui viene indicato il primo motore a scoppio della storia destinato all'autotrazione, progettato e costruito congiuntamente da Gottlieb Daimler e da Wilhelm Maybach fra il 1885 e il 1886, alcuni anni prima della nascita della Daimler Motoren Gesellschaft. Il nomignolo Standuhr (orologio a pendolo in tedesco) si riferiva al particolare aspetto di questo motore, dovuto soprattutto alle sue caratteristiche costruttive.

## Storia e caratteristiche
Questo motore rappresenta un nodo cruciale nella storia dell'automobile, in quanto si tratta del primo motore espressamente concepito per l'autotrazione, visto e considerato che i precedenti propulsori, sia pur progettati e realizzati da eminenti figure nel campo dell'ingegneria di quegli anni, non erano adatti a tale tipo di applicazione poiché troppo pesanti e ingombranti per essere montati su un qualsivoglia veicolo. La struttura monocilindrica dello Standuhr contribuì enormemente al nomignolo che gli venne affibbiato.

### Genesi del motore
Prima di dedicarsi a questo motore, Daimler e Maybach avevano lavorato assieme fra il 1872 e il 1882 presso la Deutz di Colonia, alle dipendenze del fondatore Nikolaus August Otto (altra personalità di spicco per quanto riguarda la storia dei motori a combustione interna). Otto aveva da tempo ideato un motore in collaborazione con il fido Eugen Langen, un motore che non mancò di riscuotere anche un buon successo commerciale, anche se tuttavia le sue caratteristiche di ingombro lo rendevano tanto ideale per utilizzi come motore stazionario (pompe, generatori elettrici, ecc.) quanto inadatto ad applicazioni nel campo dell'autotrazione. Per questo, Daimler e Maybach suggerirono a Otto la progettazione di un motore molto più ridotto come ingombri e peso, ma dalla potenza sufficiente a poter muovere un veicolo, come ad esempio una carrozza o una draisina. Ma Otto non volle saperne e da lì si arrivò a un inasprimento dei rapporti con i due brillanti progettisti e alla dimissione di questi ultimi dall'azienda di Colonia. Daimler e Maybach tornarono così nella natìa regione del Baden-Württemberg, e più precisamente nella città di Stoccarda, nella quale Gottlieb Daimler aveva già predisposto la sua futura attività a fianco di Maybach. I due, che si conoscevano da molto tempo prima della loro collaborazione alla Deutz, sono sempre stati molto affiatati e ognuno di essi nutriva una profonda stima nei confronti dell'altro. Grazie alla cospicua liquidazione ottenuta, Daimler acquistò una villa nel sobborgo di Bad-Cannstatt e organizzò il suo lavoro in una serra nel cortile di questa residenza. Insieme a Maybach, Daimler passò ore e ore, anche di notte, per cercare di costruire e mettere a punto il nuovo motore. Maybach studiò molti brevetti già esistenti, prendendo alla fine come modello quello relativo a un motore con accensione ottenuta per mezzo di tubi a incandescenza. Tale progetto era stato realizzato e brevettato da Leo Funck nel 1879, ma per mancanza di denaro il suo brevetto era scaduto. I primissimi progetti sperimentali vennero brevettati nel dicembre del 1883 e i componenti di quello che fu il primissimo motore vennero realizzati presso la fonderia Heirinch Kurtz, normalmente specializzata nella realizzazione di campane. Questo motore era un monocilindrico della cilindrata di 100 cm3, che nel maggio 1884 raggiunse una potenza massima di 0,25 CV a 600 giri/min. Non fu tanto importante il valore di potenza, quanto il regime a cui venne raggiunto, molto più alto rispetto a quelli ottenuti fino a quel momento dai motori a scoppio stazionari. Dopo un secondo motore, in cui venne perfezionato lo schema di distribuzione, vi fu finalmente la realizzazione del terzo motore, quello definitivo, che venne brevettato il 3 aprile 1885 e venne battezzato con il soprannome Standuhr.

### Tecnica
Il motore Standuhr era un monocilindrico caratterizzato da una cilindrata di 462 cm3 (alesaggio e corsa pari a 70 x 120 mm). Il raffreddamento era ad aria, mentre la distribuzione era di tipo misto, nel senso che mentre la valvola di scarico era azionata mediante quello che potrebbe essere definito un rudimentale sistema desmodromico, cioè con apertura e chiusura completamente comandate, senza l'ausilo di molle, la valvola di aspirazione era invece azionata per depressione causata dal movimento del pistone. A queste due valvole se ne aggiungeva una terza, ricavata nel cielo del pistone, che aveva il compito di ottimizzare la stratificazione della miscela aria/carburante. L'accensione avveniva per mezzo di un tubo a incandescenza, che nelle primissime fasi di funzionamento dopo l'avvio veniva scaldato da una lampada, ma che in seguito veniva mantenuto incandescente dal calore generato dal motore stesso. Questo primo motore erogava una potenza massima di 1 CV a 600 giri/min. Vale la pena ricordare che questi primissimi motori, sia realizzati da Daimler e Maybach sia da altri (per esempio Carl Benz) utilizzavano come carburante la ligroina, un composto infiammabile distillato dal petrolio con capacità di evaporazione pari a quello della benzina. Nonostante queste fossero le caratteristiche del primo Standuhr, la sua prima applicazione si ebbe in una versione a cilindrata ridotta e pari a 264 cm3. Tale versione erogava una potenza massima di 0,5 CV a 600 giri/min e venne utilizzato per muovere la cosiddetta Reitwagen, brevettata il 29 agosto 1885 e considerata la prima motocicletta della storia. Una seconda evoluzione di questo motore mantenne invece la cilindrata originaria di 462 cm3, ma venne portato a 1,1 CV di potenza massima. Questa nuova versione, realizzata per poter spingere una carrozza, venne appunto montato in una carrozza realizzata dal costruttore Wimpff & Sohn, che quindi divenne inconsapevolmente il primo carrozziere automobilistico della storia. La carrozza motorizzata prese invece la denominazione di Motorkutsche, che significa appunto "carrozza motorizzata" in tedesco.
Il motore Standuhr venne anche montato in altri tipi di veicoli, come imbarcazioni, veicoli su rotaie o addirittura sui primi dirigibili. Tuttavia non venne prodotto a lungo: l'esigenza di un motore dalle maggiori prestazioni spinse i due geniali progettisti a dedicarsi allo sviluppo di un nuovo motore, questa volta di tipo bicilindrico, che esordirà nel 1889 con il nome di motore Typ P e che costituirà un altro storico passo nella storia dell'automobile.

### Galleria fotografica
Qui di seguito vengono mostrate alcune delle applicazioni del motore Standuhr durante i tardi anni ottanta del XIX secolo:
| Daimler Reitwagen (o Reitrad) | Daimler Motorkutsche | Imbarcazione spinta da motore Standuhr | Draisina ferroviaria spinta da motore Standuhr | Dirigibile equipaggiato con motore Standuhr |
| ----------------------------- | -------------------- | -------------------------------------- | ---------------------------------------------- | ------------------------------------------- |
|                               |                      |                                        |                                                |                                             |